# 若い川の流れ
『若い川の流れ』（わかいかわのながれ）は、石坂洋次郎の小説である。『週刊明星』で連載されていた。1959年に映画化、1962年と1968年にはテレビドラマ化された。

## 内容
同期入社の曽根健助、北岡みさ子ら若い社会人5人を中心に、仕事、恋愛、友情など様々な出来事が付きまとうその姿を通して、その愛と結婚の倫理と彼らの成長していく姿を描く。
作品の舞台となる会社は、映画版が「K金属会社」であったのに対し、テレビドラマ版（1968年）は「日東リース」となっている、また、曽根健助の場合は映画版ではお見合い結婚を主張しているのに対し、テレビドラマ版ではどちらかと言えば否定的な立場のキャラクターとなっている。

## 映画
1959年1月15日公開。モノクロ作品。石坂作品としては、前年・1958年の『陽のあたる坂道』に次ぐ映画化となった。主演はその『陽のあたる坂道』と同じく、石原裕次郎が務めた。

### キャスト
- 曽根健助：石原裕次郎
- 北岡みさ子：北原三枝
- 川崎ふさ子：芦川いづみ
- 室井敬三：小高雄二
- 北岡安男：川地民夫
- 川崎きくえ：山根寿子
- 曽根とみ子：轟夕起子
- 川崎大三：千田是也
- 曽根正吉：東野英治郎
- 警官：安井昌二
- 北岡かず子：高野由美
- 下宿のおばさん：相馬幸子
- バーの客：土方弘、浜村純
- 庶務課員田村：相原巨典
- 川崎家の女中A：福田トヨ
- 女子課員A：鏑木はるな
- 看護婦：天路圭子
- 女子課員B：清水まゆみ
- バスの車掌：葵真木子
- 女子課員C：横田陽子
- 川崎の秘書：谷川玲子
- パーティーの客：武藤章生、山中大成
- 曽根の同僚：江畑朱実(江幡朱実)
- ゴルフセットを運ぶ社員：八代康二
- 川崎家の女中B：清水千代子
- 銀座のブティックの店員：南部美乃(淡月梨花)
- パーティーの客：久木登紀子(香取環)
- 北岡の友人：石川恵一
- 以下ノンクレジット
- 曽根の同僚：樋口かほる、角田真喜子(南條マキ)
- 曽根の同僚・誕生パーティーの客：森島富美子(森島亜紀)
- 曽根の同僚：高野誠二郎、浜口竜哉
- 曽根の同僚・バーテン：川村昌之
- 曽根の同僚：宮川敏彦、木室郁子、木崎順
- 洋品店店員：家根谷美代子(水城英子)
- 青果店主人：千代田弘
- 青果店の主人の妻：佐川明子
- 銀座の洋品店の店員・バーテン：松岡京志(松丘清司)
- 誕生パーティーの客：赤塚親弘(赤木圭一郎)
- バーの客・バスの乗客：三笠謙(池沢竜)
- バーのバーテン：東郷秀美
- バーの客：小柴隆(小柴尋詩)、石丘伸吾
- バスの乗客：玉井謙介、寺尾克彦、黒田剛
- 横切る通行人：森みどり
- カフェの客：小島涼子
- カフェのバーテン：上野山功一

### スタッフ
- 原作：石坂洋次郎
- 監督：田坂具隆
- 脚本：田坂具隆、池田一朗
- 音楽：佐藤勝
- 企画：坂上静翁
- 撮影：伊佐山三郎
- 美術：木村威夫
- 録音：米津次男
- 照明：森年男
- 編集：辻井正則
- 助監督：山崎徳次郎
- 製作主任：林本博佳
- スチール：石川久宣
- 製作・配給：日活

## テレビドラマ

### 1962年版
フジテレビの火曜21:15 - 21:45の時間帯の『ソフラン座』の枠で、1962年2月6日から同年2月27日まで放送された。全4回。モノクロ。

#### キャスト
- 曽根健助：寺島達夫
- 北岡みさ子：河内桃子
- 川崎ふさ子：中西杏子
- 川崎きくえ：三宅邦子
- 室井敬三：梅野泰靖
- 川崎大三：清水将夫

ほか

#### スタッフ
- 原作：石坂洋次郎
- 脚本：松木ひろし
- 音楽：渡辺岳夫

| フジテレビ系列 火曜21:15 - 21:45枠   | フジテレビ系列 火曜21:15 - 21:45枠      | フジテレビ系列 火曜21:15 - 21:45枠  |
| 前番組                               | 番組名                                  | 次番組                              |
| ------------------------------------ | --------------------------------------- | ----------------------------------- |
| 波 （1961年12月5日 - 1962年1月30日） | 若い川の流れ （1962年2月6日 - 2月27日） | 蒼い描点 （1962年3月6日 - 4月17日） |

### 1968年版
日本テレビの月曜20時枠の時間帯で、1968年10月14日から1969年2月3日まで放送された。全17回。カラー。 
石坂洋次郎原作のシリーズの第10弾として放送。なお一連の石坂作品シリーズは、日本テレビ月曜20時枠の時間帯においては本作が最後となった。提供は明治乳業、ライオン歯磨、ライオン油脂。
長年にわたりソフト化されていなかったが、2021年6月30日にDVDが発売された。

#### キャスト
- 北岡みさ子：松原智恵子
- 曽根健助：浜田光夫
- 北岡あき（みさ子の母）：加藤治子
- 川崎ふさ子：磯部玉枝
- 川崎大三：若原雅夫
- 川崎きくえ：奈良光枝
- 室井敬三：川口恒
- 北岡マキ子：岡田由紀子
- 河合夏子（会社の先輩）：太田雅子
- 佐々木玲子（会社の同僚）：伊藤るり子
- 旭日観光専務・岡崎：若宮忠三郎
- 曽根のぶえ（健助の姉）池田昌子
- 室井敬三の弟：池田秀一
- 室井敬三の兄：川地民夫
- 坂本商店店主：大坂志郎
- 坂本ゆか：松井八知栄
- 坂本商店店員・康夫：小沢直平
- 玉川伊佐男
- 木下雅弘
- 山根久幸
- 杉山元
- 小沢直平
- 小池正史
- 荒牧啓子
- 千草かの子
- 毒蝮三太夫（第13話ゲスト）
- ナレーター：矢島正明

#### スタッフ
- 原作：石坂洋次郎
- プロデューサー：亀井欽一（日活）、吉川斌（日本テレビ）、加賀義二（日本テレビ）
- 脚本：窪田篤人
- 監督：鍛冶昇、手銭弘喜、馬越安彦
- 音楽：池田正義
- 撮影：中尾利太郎
- 助監督：三浦偉宥、渡部洪
- 製作担当：山口謙二
- 選曲：鈴木清司
- 照明：吉田一夫
- 録音：八木多木之助
- 編集：西村豊治、丹治睦夫
- 色彩計測：宮本和夫
- 美術：深民浩、第一衣裳、山田かつら店、高津映画装飾
- 衣裳提供：東京スタイル、上野小池屋
- タイトル：沓沢昌弘（日本テレビ）
- 主題歌：「若い川の流れ」歌：パープルシャドウズ（作詞・作曲：万里村ゆき子）
- 制作：日活、日本テレビ

#### サブタイトル
| 回数 | 放送日         | サブタイトル         | 監督     |
| ---- | -------------- | -------------------- | -------- |
| 1    | 1968年10月14日 | 青空の中の娘         | 鍛冶昇   |
| 2    | 10月21日       | デートの季節         | 鍛冶昇   |
| 3    | 10月28日       | 娘ごころは…          | 鍛冶昇   |
| 4    | 11月4日        | 魅力的な彼ら         | 手銭弘喜 |
| 5    | 11月11日       | 愛すべきライバルたち | 手銭弘喜 |
| 6    | 11月18日       | 娘たちと友情と       | 手銭弘喜 |
| 7    | 11月25日       | 別れたくない夜       | 手銭弘喜 |
| 8    | 12月2日        | 青春のパンチ         | 手銭弘喜 |
| 9    | 12月9日        | あたたかい部屋       | 馬越安彦 |
| 10   | 12月16日       | 夜明けの風           | 馬越安彦 |
| 11   | 12月23日       | メリー・クリスマス   | 馬越安彦 |
| 12   | 12月30日       | 汐風の中のふたり     | 手銭弘喜 |
| 13   | 1969年1月6日   | 恋人のいる街         | 手銭弘喜 |
| 14   | 1月13日        | ラブ・らぶ・ラブ     | 手銭弘喜 |
| 15   | 1月20日        | 春遠からじ           | 手銭弘喜 |
| 16   | 1月27日        | 恋と友情と…。        | 手銭弘喜 |
| 17   | 2月3日         | 青春の海へ           | 手銭弘喜 |

| 日本テレビ系 月曜20時枠 | 日本テレビ系 月曜20時枠 | 日本テレビ系 月曜20時枠 |
| 前番組                  | 番組名                  | 次番組                  |
| ----------------------- | ----------------------- | ----------------------- |
| 花と果実                | 若い川の流れ            | 風の中を行く            |